# Zuerchermyia princeps
Zuerchermyia princeps är en tvåvingeart som först beskrevs av Gerstaecker 1857.  Zuerchermyia princeps ingår i släktet Zuerchermyia och familjen vapenflugor.
Artens utbredningsområde är Surinam. Inga underarter finns listade i Catalogue of Life.